# Giuseppe Furlanetto
Giuseppe Furlanetto (* 30. August 1775 in Padua; † 2. November 1848 ebenda) war ein italienischer Philologe und Archäologe.

## Leben und Werk
Furlanetto erhielt seine Ausbildung im bischöflichen Seminar in Padua und wurde 1798 zum Priester geweiht. Er war 1799 und 1800 Lehrer im Collegium der Cassinenser Mönche von San Giustina in Padua. Ab 1805 lehrte er als Professor der Hermeneutik im Seminar zu Padua, dessen Direktor er im Jahr 1808 wurde. Ab 1817 war er für kurze Zeit Professor des Bibelstudiums an der Universität Padua, reichte aber 1819 seine Entlassung ein und wirkte dann als Rektor des bischöflichen Seminars in Padua, bis er dieses Amt 1822 niederlegte. 
Anschließend unternahm er einige Reisen zu wissenschaftlichen Zwecken und beschäftigte sich ausschließlich mit literarischen Arbeiten. Im Einverständnis mit dem damals noch lebenden Verfasser besorgte er eine neue Ausgabe des Werkes von Stefano Antonio Morcelli De Stylo inscriptionum…, 5 Bände (Padua 1819–23). Zu Egidio Forcellinis berühmtem Lexicon totius latinitatis gab er 1816 ein Addendum heraus, das rund 1060 Wörter, die im Hauptwerk nicht aufgenommen waren, und 2770 Korrekturen desselben enthält. Als im Jahr 1826 eine neue Ausgabe von Forcellinis Lexikon in London mit mehreren Zusätzen herausgegeben wurde, begann Furlanetto in der Seminar-Druckerei in Padua eine neue Ausgabe dieses Werkes, worin alle bisherigen Ergänzungen berücksichtigt waren. Diese wurde 1827 begonnen und 1831 vollendet und enthielt 5000 neue Wörter sowie 10.000 Korrekturen. 
Nachdem sich in Este durch private und kommunale Unterstützung das Museum der Estensischen Altertümer gebildet hatte, übertrug der Podestà Vincenz Fracanzani an Furlanetto die Beschreibung dieses Museums, die unter dem Titel Le antiche lapidi del Museo di Este illustrate (Padua 1837) zuerst selbständig, dann aber in kürzerer Fassung in Furlanettos Werk Le antiche lapidi patavine illustrate (Padua 1847) erschien. Die Vollendung dieser Arbeit wurde durch Furlanettos Tod unterbrochen. Die neueren Zuwächse dieses Museums, etwa 20 Denkmäler, wurden mit den Zeichnungen von Giuseppe Valentinelli an August Wilhelm Zumpt nach Berlin gesendet, der die Commentt. epigraph. ad antiquit. roman. pert. herausgab. Auch schrieb Furlanetto in der Guida di Padova den Abschnitt über die alte Geschichte Paduas. Schließlich gab er einzelne Werke Francesco Petrarcas nach Originalhandschriften mit Kommentaren heraus.

## Schriften
- Totius Latinitatis lexicon, consilio et cura Jacobi Facciolati opera et studio Aegidii Forcellini lucubratum. In hac tertia editione auctum et emendatum a Josepho Furlanetto. 4 Bände, Typis Seminarii, Padua 1827–1831.
- Le antiche lapidi del Museo d’Este illustrate, Padua 1837
- Appendix Lexici totius Latinitatis ab Aegidio Forcellini elucubrati et in tertia editione Patavina… aucti et emendati…, Padua 1841
- Interpretazione e supplimento di un’antica lapida romana trovata presso Iesolo, Venedig 1842
- Le antiche lapidi patavine illustrate, Padua 1847
- Intorno alla convenienza e alla necessità di versare sulla storia di Padova, Padua 1855
- Degli istituti di pubblica beneficienza presso gli antichi Romani per l’età infantile, simili a quelli dei tempi nostri, Padua 1857
- Intorno lo speciale sistema della schiavitù presso i Romani, Padua 1858
- Memoria intorno ad Asconio Pediano, ibid. 1858; Intorno alla lapida gladiatoria scoperta in Padova nel gennaio del 1819…, Padua 1859
- Dissertazione inedita sulle phalerae dei Latini, Padua 1860.